# Брошнівська сільська рада
| Брошнівська сільська рада — орган місцевого самоврядування у Рожнятівському районі Івано-Франківської області з адміністративним центром у с. Брошнів. Утворена 15 липня 1993 року. Ліквідована 3.08.2018. Водоймища на території, підпорядкованій даній раді: річка Чечва. Сільській раді підпорядковані населені пункти: - с. Брошнів |

## Склад ради
Рада складається з 16 депутатів та голови.

### Керівний склад ради
| ПІБ                     | Основні відомості                                                 | Дата обрання | Дата звільнення |
| ----------------------- | ----------------------------------------------------------------- | ------------ | --------------- |
| Буряна Оксана Василівна | Сільський голова, 1953 року народження, освіта, позапартійна      | 26.03.2006   | 31.10.2010      |
| Буряна Оксана Василівна | Сільський голова, 1953 року народження, освіта вища, позапартійна | 31.10.2010   |                 |

Примітка: таблиця складена за даними джерела